# Afroholopogon meilloni
Afroholopogon meilloni là một loài ruồi trong họ Asilidae. Afroholopogon meilloni được Oldroyd miêu tả năm 1974.